# One Tree Hill (faubourg d'Auckland)
Pour les articles homonymes, voir One Tree Hill.
One Tree Hill est un faubourg de la cité d'Auckland, qui est située au pied du One Tree Hill volcan du même nom.

## Situation
La partie résidentielle de la banlieue est localisée à l’est et au sud-est du volcan Maungakiekie/One Tree Hill, dont elle tire son nom, qui est un pic volcanique localisé dans les limites de la banlieue.
C’est le siège du hôpital de Greenlane (en)

## Histoire
La banlieue fut établie dans les années 1930.
De nombreux bungalows de cette période persistent encore et Cornwall Park (en)et le mont Maungakiekie sont les attractions majeures au sein de la banlieue .

## Démographie
One Tree Hill avait une population de 4506 habitants lors du recensement de 2018 en Nouvelle-Zélande, en augmentation de 345 personnes (soit 8,3 %) depuis le recensement de 2013 en Nouvelle-Zélande et en augmentation de 381 personnes (soit 9,2 % ) depuis le recensement de 2006 en Nouvelle-Zélande.
Il y avait 1680 logements.
On notait la présence de 2169 hommes et 2340 femmes, donnant un sexe-ratio de 0,93 homme pour une femme.
L’âge médian était de 34,7 ans avec 810 personnes (soit 18,0 %) âgées de moins de 15 ans, 945 personnes (soit 21,0 %) âgées de 15 à 29 ans, 2301 personnes (soit 51,1 %) âgées de 30 à 64 ans et 450 personnes (soit 10,0 %) âgées de 65 ans ou plus.
L’ethnicité était pour 65,3 % européens/Pākehā, 8,5 % Māoris, 10,9 % personnes originaires du Pacifique, 24,0 % personnes d’origine asiatique et 3,3 % d’une autre ethnicité (le total fait plus de 100 % dans la mesure où les personnes peuvent s’identifier de multiples ethnicités en fonction de l’origine de leurs parents).
La proportion de personnes nées outre-mer était de 35,8 %, comparée avec les 27,1 % au niveau national.
Bien que certaines personnes objectent à donner leur religion, 47,2 % disent n’avoir aucune religion, 38,6 % étaient chrétiens, et 8,5 % avaient une autre religion.
Parmi ceux de moins de 15 ans, 1581personnes (soit 42,8 %) avaient une licence ou un degré supérieur, et 318 personnes (soit 8,6 %) n’ont aucune qualification formelle.
Le revenu médian était de 45000 $.
Le statut d’emploi de ceux de plus de 15 ans était pour 2205 résidents (soit 59,7 %):employés à plein temps, 483 personnes (soit 13,1 %) étaient employés à temps partiel, et 129 personnes (soit 3,5 %) étaient sans emploi.

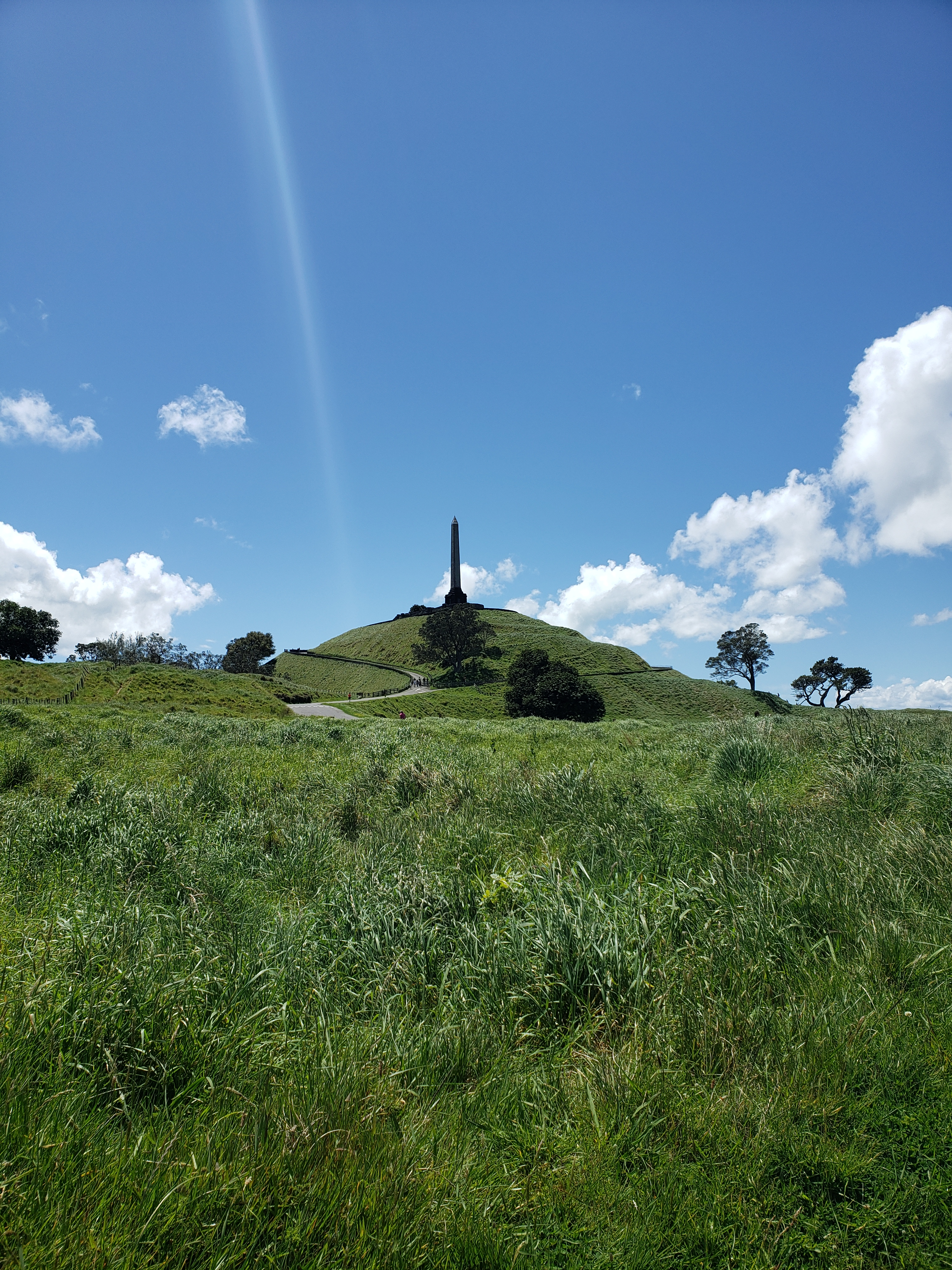
Sentier menant au monument de One Tree Hill (2023)

## Éducation
L’école de Orangaest une école publique, mixte, contribuant au primaire (allant des années1 à 6) avec un effectif de 356 élèves en mars 2020.

## Personnalités notables
- Arthur Hall (en) (1880–1931), fermier (qui était né dans One Tree Hill) et MP  pour le compte du Parti de la réforme (en) [4].

### Maire
One Tree Hill exista comme un borough séparé à partir de 1930 et jusqu’en 1989, quand il fut  absorbé dans le conseil d’Auckland.
Durant cette période, le borough a eu  huit maires.
|   | Nom                           | date de fonction | date de fonction |
| - | ----------------------------- | ---------------- | ---------------- |
| 1 | Joseph Speight Hardwicke      | 1930             | 1931             |
| 2 | Israel Goldstine (en)         | 1931             | 1947             |
| 3 | Brian Preston Stevenson       | 1947             | 1956             |
| 4 | Francis William Laidlaw Milne | 1956             | 1968             |
| 5 | Walter Adolph Race            | 1968             | 1971             |
| 6 | Leonard Jack Harley           | 1971             | 1971             |
| 7 | Harold Cooper Sadgrove        | 1971             | 1974             |
| 8 | Jack Dickey                   | 1974             | 1989             |